# Glocke Celles (Charente-Maritime)

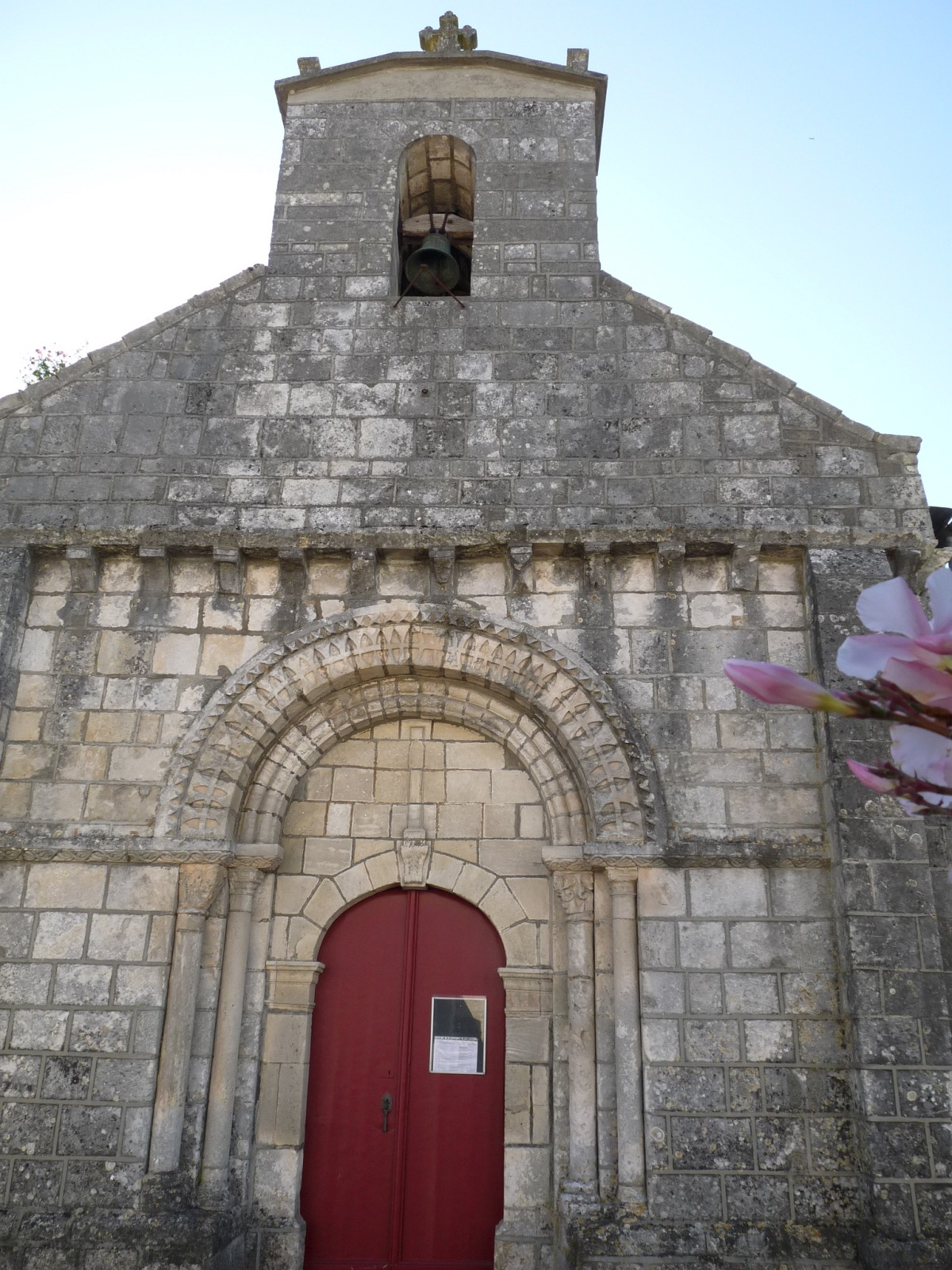
Kirche St-Christophe in Celles

Die Glocke in der Kirche St-Christophe in Celles, einer französischen Gemeinde  im Département Charente-Maritime der Region Nouvelle-Aquitaine, wurde 1626 gegossen. Die Kirchenglocke aus Bronze ist seit 1908 als Monument historique klassifiziert. 
Sie trägt folgende Inschrift: „IHS MA SANCTE CHRISTOPHORE ORA PRO NOBIS ANDRE FERRAND CURE ELOÏSE FODOAS DAME DU LIEU 1626“.